# Strandhill
Strandhill (irl. An Leathros) – miasto w hrabstwie Sligo w Irlandii, położone na zachodnim zboczu Knocknarea na półwyspie Cúil Irra, około 8 km na zachód od Sligo. W 2011 roku liczba mieszkańców wynosiła 1596 osób.